# Trouble Is a Friend
"Trouble Is a Friend" là đĩa đơn thứ hai của ca sĩ/nhạc sĩ người Úc Lenka, phát hành vào tháng 9 năm 2009. Ca khúc được trích từ album đầu tay lấy tên mình Lenka, phát hành năm 2008. Giống như ca khúc The Show, bài hát này cũng rất thành công tại Việt Nam, đứng đầu bảng xếp hạng Hot10@10 của XoneFM trong nhiều tuần.

## Bảng xếp hạng
| Bảng xếp hạng (2009)    | Vị trí cao nhất |
| ----------------------- | --------------- |
| German Singles Chart    | 65              |
| Norwegian Singles Chart | 10              |
| Poland Singles Chart    | 15              |
| Russian Airplay Chart   | 158             |